# Mykoła Puzderko
Mykoła Puzderko (ukr. Микола Пуздерко;  ur. 13 czerwca 1990 w Czerkasach) – ukraiński narciarz dowolny, specjalizujący się w skokach akrobatycznych, olimpijczyk.
Wystąpił w skokach akrobatycznych na igrzyskach olimpijskich w Soczi w 2014 roku. Zajął 12. miejsce w pierwszym półfinale z notą 98,41, co otworzyło mu szansę próby w półfinale drugim. Wypadł jednak dużo gorzej - był 14. z notą 77.88 i nie dostał się do następnej rundy. Pojechał na mistrzostwa świata w Voss w 2013 roku, ale nie stawił się na starcie. W zawodach Pucharu Świata zadebiutował 20 stycznia 2012 w Lake Placid, zajmując trzynaste miejsce. Prócz występów w Pucharze Świata występuje także w zawodach Europa Cup.

## Osiągnięcia

### Igrzyska olimpijskie
| Miejsce | Dzień     | Rok  | Miejscowość | Konkurencja        | Zwycięzca     |
| ------- | --------- | ---- | ----------- | ------------------ | ------------- |
| 20.     | 17 lutego | 2014 | Soczi       | Skoki akrobatyczne | Anton Kusznir |

### Mistrzostwa świata
| Miejsce | Dzień       | Rok  | Miejscowość | Konkurencja        | Zwycięzca  |
| ------- | ----------- | ---- | ----------- | ------------------ | ---------- |
| DNS     | 7 marca     | 2013 | Voss        | Skoki akrobatyczne | Qi Guangpu |
| 21.     | 15 stycznia | 2015 | Kreischberg | Skoki akrobatyczne | Qi Guangpu |

### Puchar Świata

#### Miejsca w klasyfikacjach
| Sezon     | Klasyfikacja generalna | Klasyfikacja skoków |
| 2010/2011 | 171.                   | 37.                 |
| 2011/2012 | 189.                   | 35.                 |
| 2012/2013 | 157.                   | 27.                 |
| 2013/2014 | 157.                   | 30.                 |
| 2014/2015 | 91.                    | 23.                 |
| 2015/2016 | 78.                    | 21.                 |

#### Pozostałe miejsca na podium w zawodach
Puzderko nigdy nie stanął na podium zawodów PŚ.